# Rönnkampgraben
Der Rönnkampgraben ist ein Graben in Hamburg-Schnelsen.

Er fließt von der Straße Schleswiger Damm Richtung Osten, unterquert die Geschwister-Witonski-Straße und fließt im Wassermannpark in die Rönnkampteiche, welche mit dem Burgwedelau-Nebengraben verbunden sind.

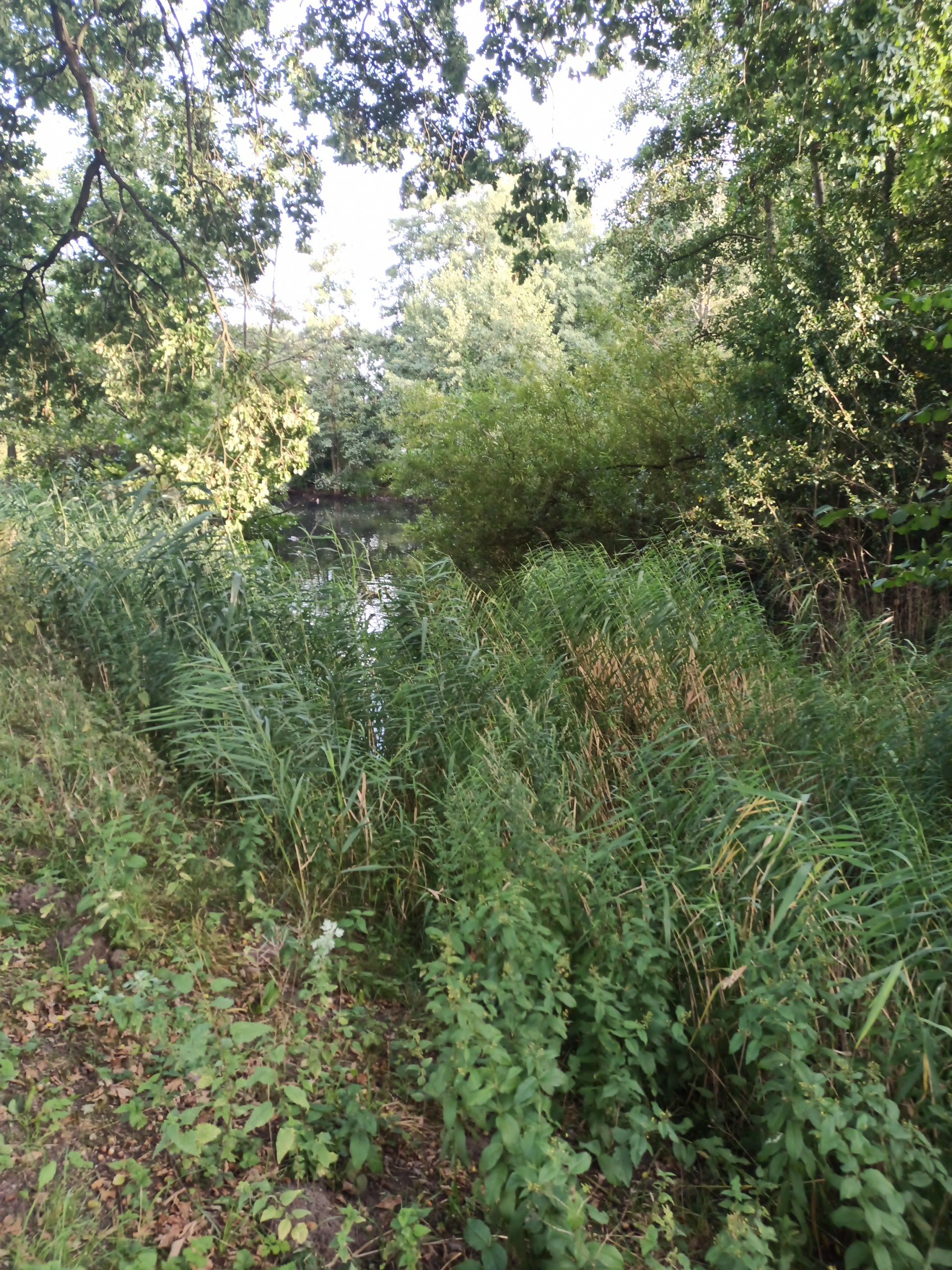
Rönnkampgraben fließt in die Rönnkampteiche
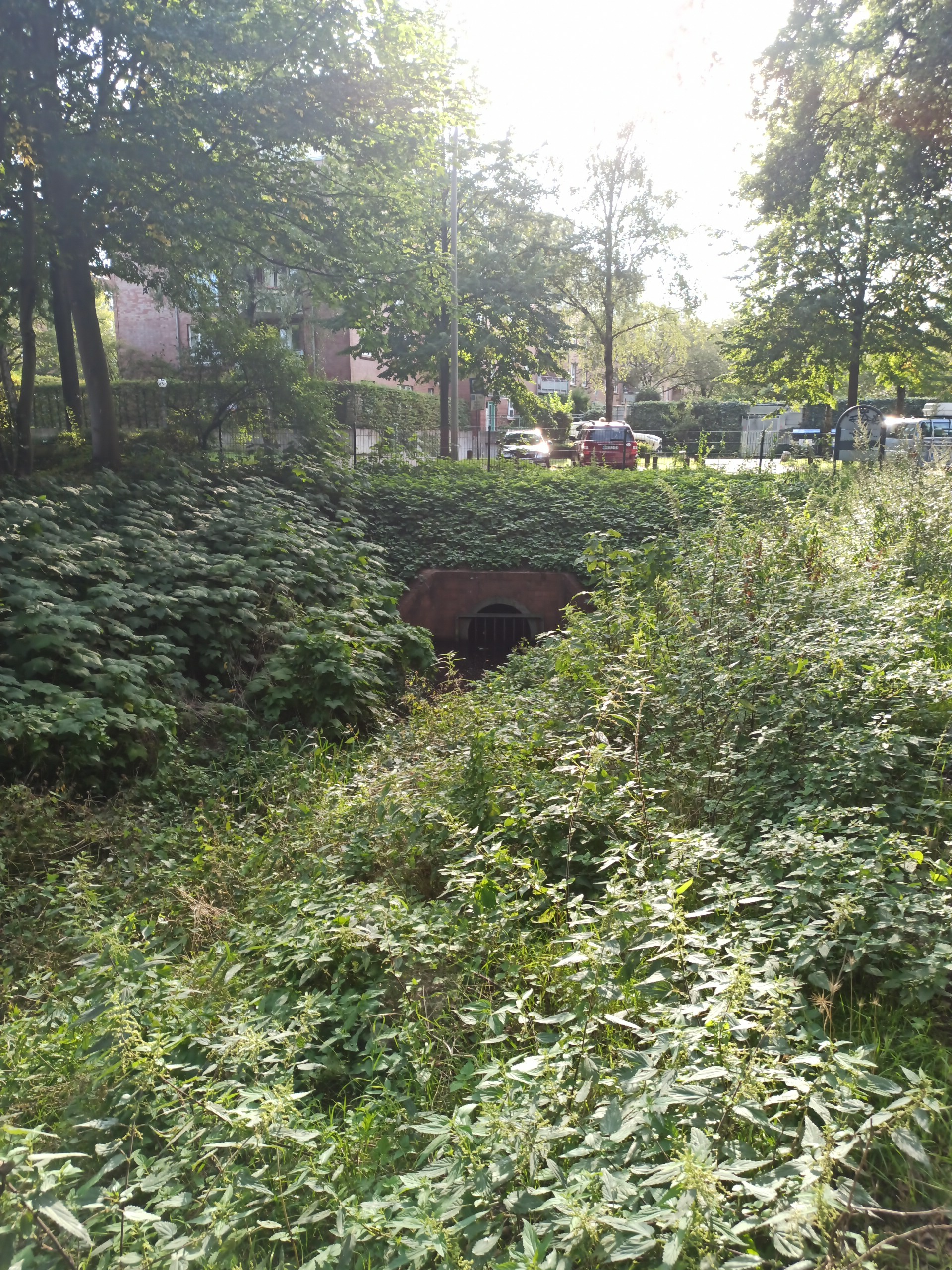
Quelle des Rönnkampgrabens